# جانيت أهرينس
جانيت أهرينس (بالإنجليزية: Janette Ahrens)‏ هي متزلجة فنية أمريكية، ولدت في 1923.